# Disputa sulla povertà apostolica
La disputa sulla povertà apostolica è stata una controversia sorta all'interno della Chiesa cattolica nel Medioevo. Tale contrasto vide contrapposti da una parte la Curia romana e dall'altra l'Ordine francescano, e raggiunse l'apice negli anni 1318-1328, in coincidenza col riaprirsi delle divergenze tra Papato ed Impero durante il periodo della cosiddetta cattività avignonese.
La disputa si inserisce nel contesto del cosiddetto pauperismo medievale e si riassume nella questione intorno alla legittimità per la Chiesa di possedere beni e ricchezze. I teologi svolgevano l'analisi del problema a partire da un interrogativo preciso. L'assunto di partenza è che se la Chiesa si considera "sposa di Gesù Cristo", deve necessariamente seguire gli insegnamenti e l'esempio di Gesù, del primo papa (san Pietro) e dei primi vescovi (gli apostoli). La domanda si poneva quindi in relazione alla possibilità che Cristo e gli Apostoli avessero mai goduto del possesso delle cose materiali. La definizione di "povertà apostolica", quindi, si riferisce non già all'uso parco e moderato dei beni (usus pauper, un problema su cui si era incentrata la polemica degli spirituali, e che riguardava la condotta di vita dell'Ordine francescano), bensì al rifiuto assoluto che la Chiesa possedesse alcunché di materiale.

## Implicazioni
La definizione inerente alla povertà di Cristo (che in realtà riguardava non tanto la specificazione della frugalità di Gesù, quanto l'opportunità stessa che la Chiesa in quanto tale potesse custodire e movimentare ricchezze) poneva problematiche che intaccavano gli equilibri più sottili dell'istituzione ecclesiastica. Definire ortodossa la povertà apostolica avrebbe implicato la rinuncia della Chiesa a qualunque bene terreno. Nel desiderare o rifiutare questa rinuncia si mescolavano nei campi avversi sia nobili intenti, quali da un lato l'attaccamento alla Chiesa (che senza ricchezze, nei timori di molti, sarebbe rimasta in balia dell'Impero) e dall'altro nel puro zelo di seguire gli insegnamenti di Gesù; ma anche disegni meno nobili quali l'avidità e la smania di potere da una parte e dall'altra, la disobbedienza e il calcolo politico. L'impatto di questa disputa fu lacerante anche e soprattutto per il contesto storico in cui essa venne a porsi con forza: infatti, nel periodo dal 1209 al 1328 si verificarono da un lato l'esplosione della violenza pauperistica (ad esempio il movimento degli Apostolici, Fra' Dolcino) e dall'altro lo sbilanciamento delle attività della Chiesa verso la creazione di una vera e propria potenza economica, utile a superare i contrasti con l'Impero, nonché le debolezze politiche insite nella Cattività avignonese. Si trattava quindi di due fenomeni divergenti, che accesero gli animi di personaggi altrimenti noti per l'acume, la diplomazia e la buona fede, ma che in tale contesto esasperarono la disputa fino a farla degenerare in un vero e proprio scisma.

### Riferimenti biblici
Le tesi sostenute dai francescani sulla povertà degli apostoli avevano come supporto alcuni passi del Vangelo:
(Matteo 19,21)
(Marco 10,21)
(Luca 18,22)
(Luca 5,11)
(Atti degli Apostoli 2,44-45)
(Matteo 16,24)
(Luca 9, 2-3)
(Marco 8, 34)

## Storia

### Francesco d’Assisi (1205-1226)

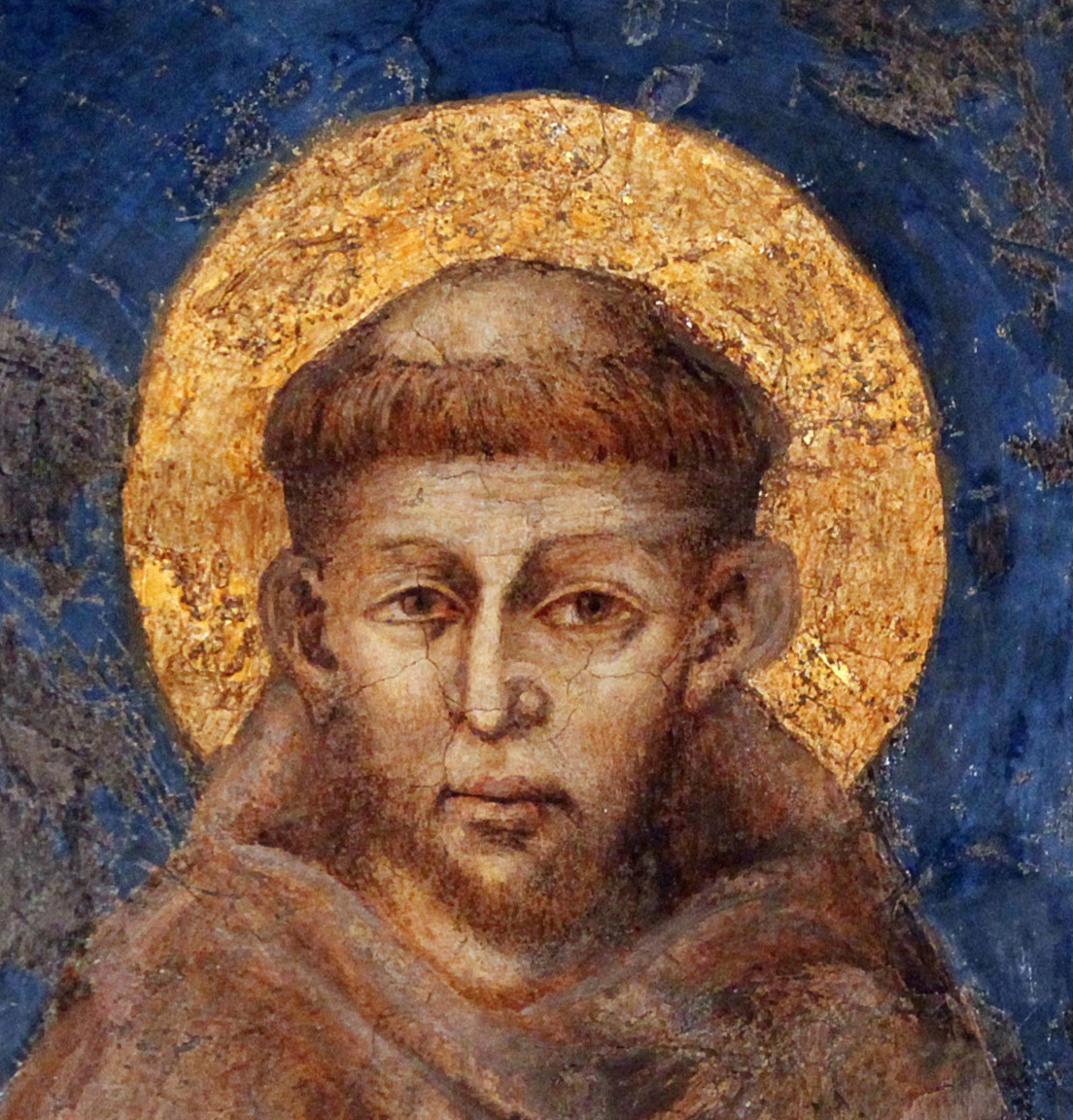
S. Francesco. Affresco di Cimabue

Nel 1205 Francesco d'Assisi subì una profonda conversione e prese a predicare assieme ai suoi seguaci una vita di perfetta povertà. Quasi subito, nel 1206 egli si presentò al vescovo di Assisi, cui chiese e ottenne protezione. Nel 1209 poi si recò a Roma, dove ebbe l'approvazione orale della sua Regola da papa Innocenzo III, che aveva così l'opportunità di fornire un regolare canale di sfogo al pauperismo, che già serpeggiava tra i fedeli con i Patarini. La protezione papale venne però accordata solo dopo aver appurato la venerazione di San Francesco per il sacerdozio, la sua obbedienza alle gerarchie ecclesiastiche nonché il carattere della povertà predicata dal Santo. Francesco, infatti, non criticava la ricchezza né i ricchi: raccomandava anzi ai suoi discepoli di guardarsi bene dall'imporre la povertà agli altri. Per lui, Madonna Povertà esigeva solo adepti volontari e i possessori di ricchezze erano visti da lui non come nemici ma come benefattori.
Innocenzo III da parte sua, incanalando in un Ordine religioso tali pulsioni, intendeva da un lato spegnere le polemiche circa la mancata accettazione dei pauperisti in seno alla Chiesa, dimostrando anzi la benevolenza pontificia purché questi rispettassero la dottrina cattolica; dall'altro, riteneva che proprio la creazione di un simile Ordine avrebbe fatto cessare il fiorire di eresie pauperistiche e avrebbe consentito un più facile controllo di questo movimento da parte della Curia romana.

### Aneliti religiosi e tensioni politiche nelle dispute tra rigoristi e lassisti (1226-1274)
Poco prima di morire, il 29 novembre 1223, Francesco aveva ottenuto da papa Onorio III l'approvazione scritta della Regola con la bolla Solet annuere. Per quanto riguardava la povertà, già questa regola (Regula bullata) era meno severa di quella approvata solo oralmente da Innocenzo III quattordici anni prima (Regula non bullata).
I motivi di questo addolcimento possono ricercarsi nel fatto che Francesco aveva in parte ceduto alle istanze di alcuni confratelli oppure del "cardinale protettore" Ugolino da Ostia, oppure egli stesso si era reso conto che l'Ordine, cresciuto a dismisura in tutta Europa, non poteva più contare solo sull'elemosina per sostentarsi e istruire i nuovi confratelli, ma doveva dotarsi di fondi e strutture sue proprie. Questo non significava la licenza all'Ordine di arricchire: la Regola infatti poneva limiti alle quantità e all'uso dei beni da parte dei francescani tanto che, per evitare polemiche, richiese l'accettazione di essa "senza commento" (sine glossa), ovvero senza interpretazioni di sorta.
Alla morte di Francesco nel 1226, quasi subito all'interno dell'Ordine emersero due tendenze ben distinte: da una parte, i rigoristi che chiedevano l'osservanza della Regola del 1223 sine glossa e anche dell'esigente Testamento di san Francesco (quando non addirittura un ritorno alla Regula non bullata del 1209), dall'altra parte la maggioranza dei frati, che non ritenevano vincolante il Testamento e che riconoscevano al papa il diritto di pronunciare "interpretazioni autentiche" della Regola e di concedervi delle deroghe.

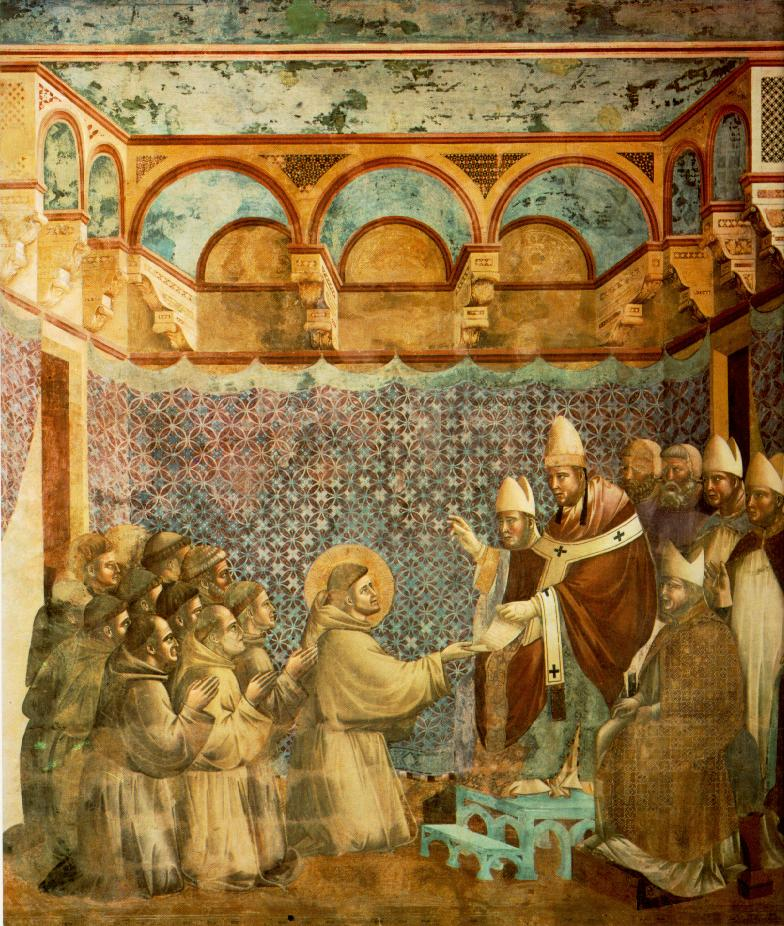
Innocenzo III approva la prima Regola Francescana. Affresco attribuito a Giotto

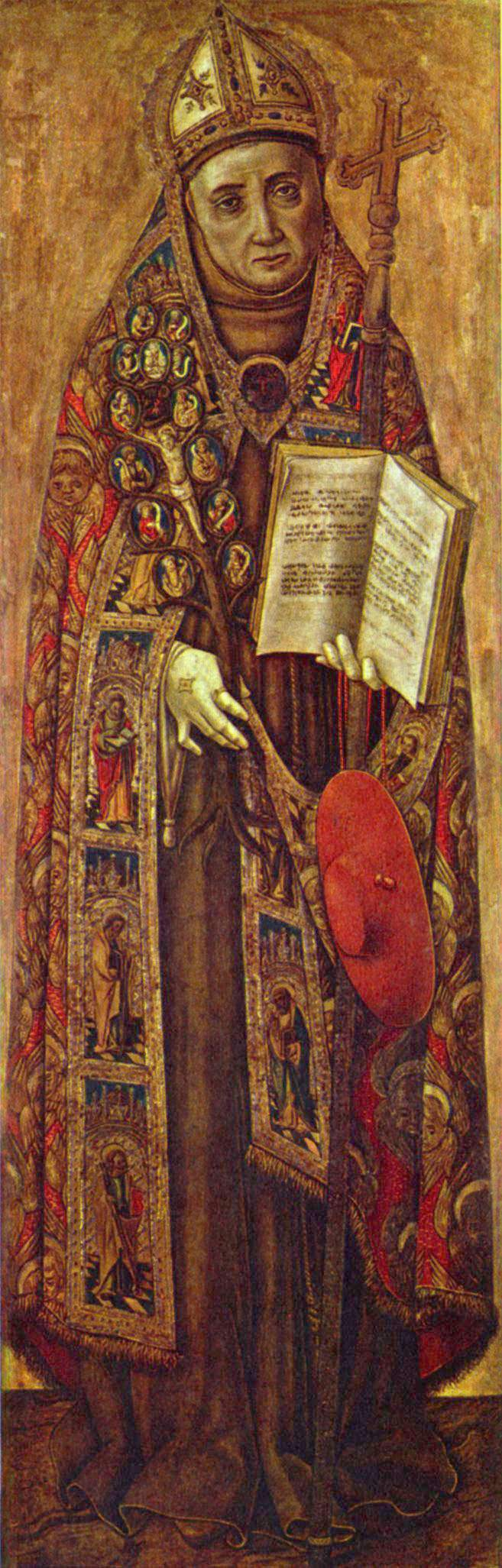
Bonaventura da Bagnoregio. Opera del Crivelli

Per diversi anni, tale suddivisione rimase interna all'Ordine francescano. A ciò certo contribuirono i successori di Francesco, vuoi per l'autorità derivante loro dall'intimità avuta col Santo (come nei casi di Bernardo di Quintavalle e Filippo Longo), vuoi per la grandezza d'ingegno e la vastità del sapere, come nel caso di San Bonaventura, che resse l'Ordine dal 1257 al 1274, anno della sua morte.
Proprio alla scomparsa di Bonaventura, la situazione si fece critica. Nello stesso 1274, infatti, gran parte dei rigoristi si riconobbero in un movimento ben definito, chiamato - su ispirazione delle profezie di Gioacchino da Fiore - "gli Spirituali". Tra questi gruppi, in particolare, si distinsero i "Fratelli della povera vita" (soprannominati in seguito "Fraticelli"), che facevano riferimento ai frati marchigiani Pietro da Macerata e Angelo Clareno. A differenza dagli altri gruppi di Spirituali, che continuavano a restare in seno all'Ordine, i Fratelli della povera vita tentarono in tutti i modi di distaccarsi dal resto dell'Ordine, ritenuto ormai prigioniero dell'eresia, e tornare alla purezza delle origini vivendo sotto una Regola ispirata direttamente a quella del 1209.
L'estremizzazione del concetto di povertà portò ben presto i Fraticelli a ritenere la povertà una sorta di obbligo per tutti i cristiani, non soltanto per chi abbracciava volontariamente questo voto: questo creava pericolose contiguità con i movimenti ereticali che in quel periodo propugnavano il pauperismo, in particolare con i cosiddetti Apostolici.
All'Ordine francescano – e in particolare alla corrente degli Spirituali più severi – guardavano inoltre con sempre maggior benevolenza gli Imperatori; in quegli anni peraltro lo stesso Impero era scosso da disordini interni e non poteva quindi aiutare efficacemente la causa spirituale: sotto uno scettro autorevole esso sarebbe stato il motore e il sostegno di un vero e proprio scisma in seno alla Chiesa.

### Conflitti e conciliazioni transitorie (1274-1307)

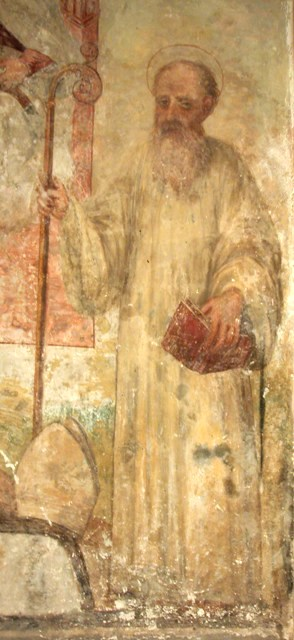
Gioacchino da Fiore, fondatore dell'ordine "florense". Egli interpretava il significato della Trinità nel suo esplicarsi nella realtà storica, individuando un'economia provvidenziale in cui alle figure trinitarie sarebbero corrisposte tre età.

Nel 1279 papa Niccolò III, proprio per cercare di comporre i dissidi dell'Ordine, promulgò la bolla Exiit qui seminat, alla cui stesura collaborò il francescano Pietro di Giovanni Olivi. In essa, con un ingegnoso quanto fragile stratagemma, il Papa compì una duplice mossa: avocò alla Santa Sede tutte le proprietà dell'Ordine per riaffidarle all'Ordine stesso in usufrutto, separando così la proprietà dall'uso. In questo modo, pur ribadendo in modo esplicito che la regola dell'Ordine era quella del 1223, il Pontefice intendeva eliminare alla radice la causa scatenante della diatriba tra la "Comunità" e gli Spirituali, ovvero la proprietà.
Gli Spirituali capirono che la mossa del papa era principalmente una sottigliezza giurisprudenziale e continuarono a moltiplicarsi e presero ad alzare la voce contro l'autorità stessa del Pontefice. Autorevoli francescani quali Raymond Geoffroi, Guy de Mirepoix e soprattutto Ubertino da Casale, oltre a diffondere la corrente spirituale nei conventi italiani e francesi, andavano sempre più criticando apertamente l'operato dei Pontefici circa la disciplina della povertà apostolica a partire da Onorio III. Una parentesi di riappacificazione si ebbe nel 1294, quando papa Celestino V – su consiglio dello spirituale Iacopone da Todi - concesse agli spirituali dell'Italia centrale (guidati dai frati Pietro da Macerata, detto frate Liberato, e Angelo Clareno) la facoltà di organizzarsi in un Ordine religioso a parte (formalmente una congregazione benedettina), in cui si osservasse alla lettera la regola e il testamento di Francesco e si privilegiasse la vita eremitica. Il gruppo (detto dei "poveri eremiti di Celestino V" o "celestini") venne però rapidamente sciolto da papa Bonifacio VIII con la bolla Olim Coelestinus dell'8 aprile 1295.
Tutte le parti in causa videro in questa approvazione quel che volevano vedere: per gli oppositori degli Spirituali, veniva in discussione quanto deciso da Onorio III in poi, e quindi l'esistenza stessa dell'Ordine (che, senza fondi né strutture, sarebbe ben presto declinato); per gli Spirituali, questa era la suprema sanzione che la loro aspirazione alla totale povertà era possibile, anche in seno alla Chiesa. Quando poi Bonifacio VIII prese il posto di Celestino V, gli Spirituali (che in quest'ultimo avevano visto il loro protettore) insorsero senza nemmeno troppe cautele a contestare la validità dell'elezione di Bonifacio: il "fraticello" Iacopone da Todi indirizzò pesanti invettive a papa Caetani. Queste critiche indurirono Bonifacio VIII, che però, essendo assorbito dalle controversie col re di Francia, Filippo il Bello e con i Colonna, non poté usare il pugno di ferro contro gli Spirituali. Continuò tuttavia a contrastare con forza il movimento apostolico, facendone bruciare il fondatore Gherardo Segarelli nell'anno 1300. Tale persecuzione diede il via a una violenta reazione delle varie sette pauperistiche, che trovarono il loro capo in Fra' Dolcino. Costui mise in pratica il concetto di "povertà obbligatoria" attraverso il saccheggio delle proprietà ecclesiastiche e feudali e l'uccisione di nobili e prelati. Tale avventura ebbe fine solo nel 1307, con la condanna al rogo dell'eresiarca.

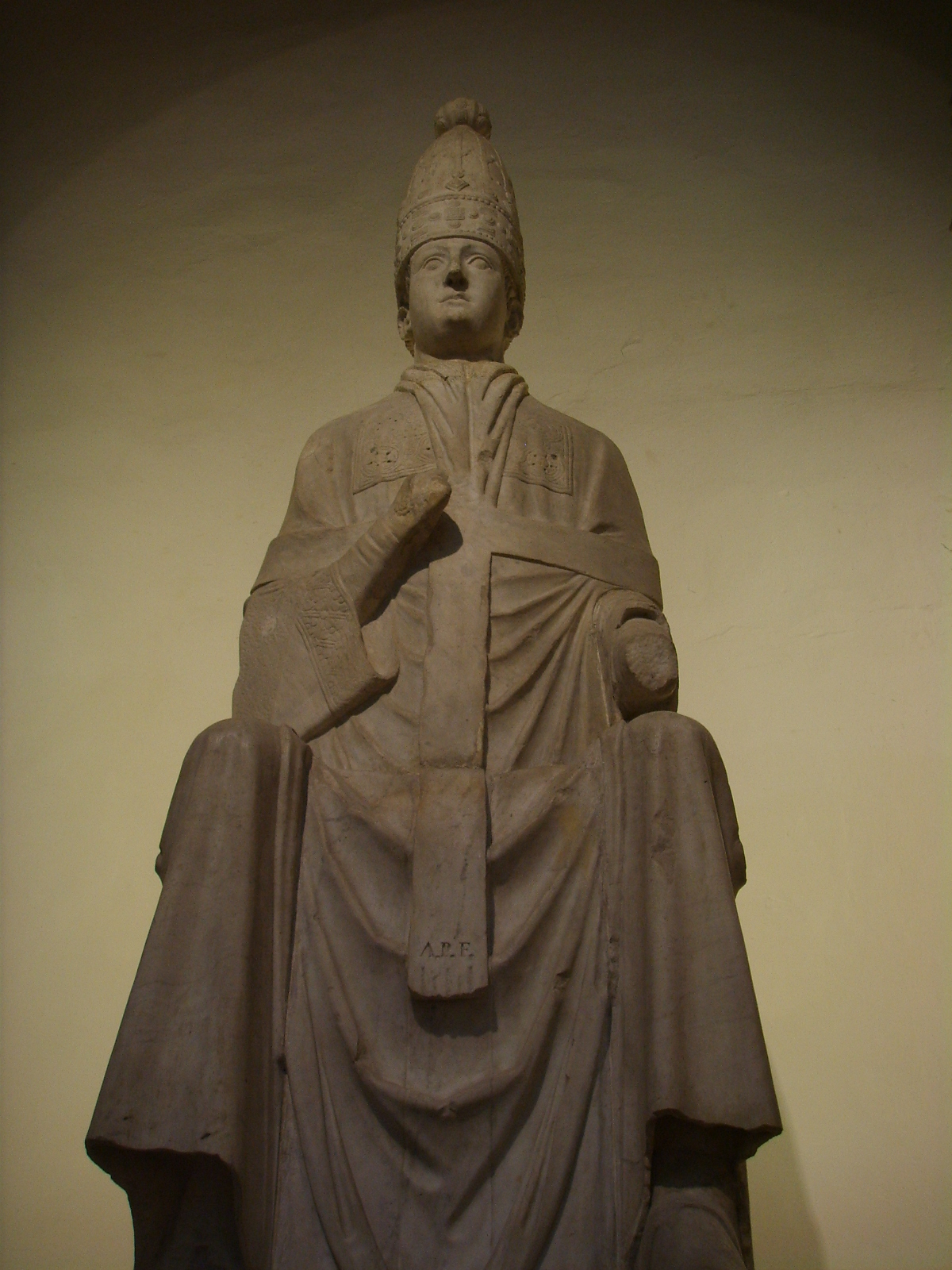
Papa Bonifacio VIII, statua di Arnolfo di Cambio, nel "Museo dell'Opera" di Firenze. Circa 1298

### Lo scontro (1307-1316)
Proprio l'avventura dolciniana ebbe come prima causa l'inasprimento delle posizioni della Curia. Una simile esplosione di violenza pauperistica, invece di consigliare ai Pontefici una linea accomodante, provocò un'intensificazione delle pressioni sugli Spirituali per accettare la linea della maggioranza dell'Ordine. In caso contrario, si sarebbero posti da sé al di fuori dell'ortodossia cattolica.
L'immediato successore di Bonifacio, Benedetto XI se la prese col principale esponente della corrente, Ubertino da Casale che lanciava strali ai Pontefici presenti e passati circa la dottrina della povertà apostolica: Benedetto gli impose di ritirarsi in convento e cessare qualunque predicazione. Per tutta risposta, l'irriducibile frate obbedì ma a modo suo: in convento scrisse e diffuse l'opera Arbor vitae crucifixae Jesu Christi, nella quale in toni apocalittici e millenaristici profetizzava l'avvento sul trono di Pietro di un "papa angelico", che avrebbe guidato la Chiesa verso un'epoca luminosa in netto contrasto coi papi del tempo, corrotti e simoniaci. Di conseguenza Benedetto XI scomunicò Ubertino.

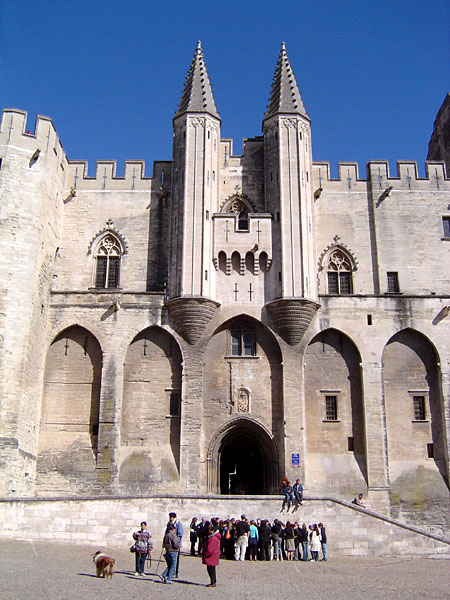
Palazzo dei Papi ad Avignone

Clemente V (1305-1314) inizialmente adottò una linea più morbida: ritirò la scomunica a Ubertino e lo invitò nel 1309 a un incontro ad Avignone tra il Generale dell'Ordine francescano, Gundisalvo di Valleboa, e i capi della corrente Spirituale ovvero – oltre allo stesso Ubertino – Raymond Gaufredi e Guy de Mirepoix. Quello che doveva essere l'inizio della pace, fu l'inizio della guerra. Gli Spirituali, esacerbati dal ritiro avignonese della Curia, divennero furenti nel vedere il lusso sfrenato del Pontefice e del nuovo Palazzo che andava costruendo quale Sede di Pietro; fu così che, interrogati da Clemente circa il loro concetto di povertà apostolica e il modo di applicarla in seno alla Chiesa, essi – e particolarmente Ubertino - reagirono con tale veemenza e con tali accenti che il Papa chiuse quasi subito l'incontro rispedendo a casa i più, ma tenendo prigioniero Ubertino e affidandolo alla custodia di un cardinale.

### La guerra (1316-1322)
Nel 1316 venne eletto papa Giovanni XXII (1316-1334), al secolo Jacques Duèze, di nazionalità francese. Nello stesso anno venne eletto anche il nuovo Generale dell'Ordine francescano, Michele da Cesena: subito il Pontefice si abboccò con lui e gli chiese di muoversi celermente per annullare la corrente Spirituale in seno all'Ordine; in cambio e per facilitargli le cose, Giovanni XXII elevò agli altari Ludovico di Tolosa, nobile francescano che era stato uno Spirituale moderato. Ma questo aiuto non fu sufficiente: Michele vi si provò, ma il suo tatto e la sua circospezione mal concordavano con l'impazienza del Papa che si aspettava risultati in tempi brevi. L'anno dopo le cose precipitarono: in quel 1317 infatti Giovanni XXII emanò la Quorundam exigit, con la quale veniva posta in discussione la Exiit qui seminat di papa Niccolò III (1279). Le nuove questioni poste dal Papa ponevano la questione se i beni dell'Ordine francescano potessero tornare all'Ordine non solo per uso, ma anche come proprietà. Un simile ritorno – secondo il Papa – avrebbe sottolineato la liceità della proprietà e della ricchezza per l'intero Ordine francescano e per la Chiesa. Michele da Cesena provò a frenare il Papa consigliando prudenza ma senza porre in essere politiche efficaci per arginare gli Spirituali in seno all'Ordine: il Papa vide che non si veniva a capo di nulla e inasprì la reazione scomunicando nel 1318 gli Spirituali e i Fraticelli, cui seguì immediatamente il rogo di quattro Spirituali confessi a Marsiglia. Quindi il Papa diede mano libera sia in Francia che in Italia all'Inquisizione, per stanare e condannare costoro.

### Il culmine del conflitto (1322-1328)

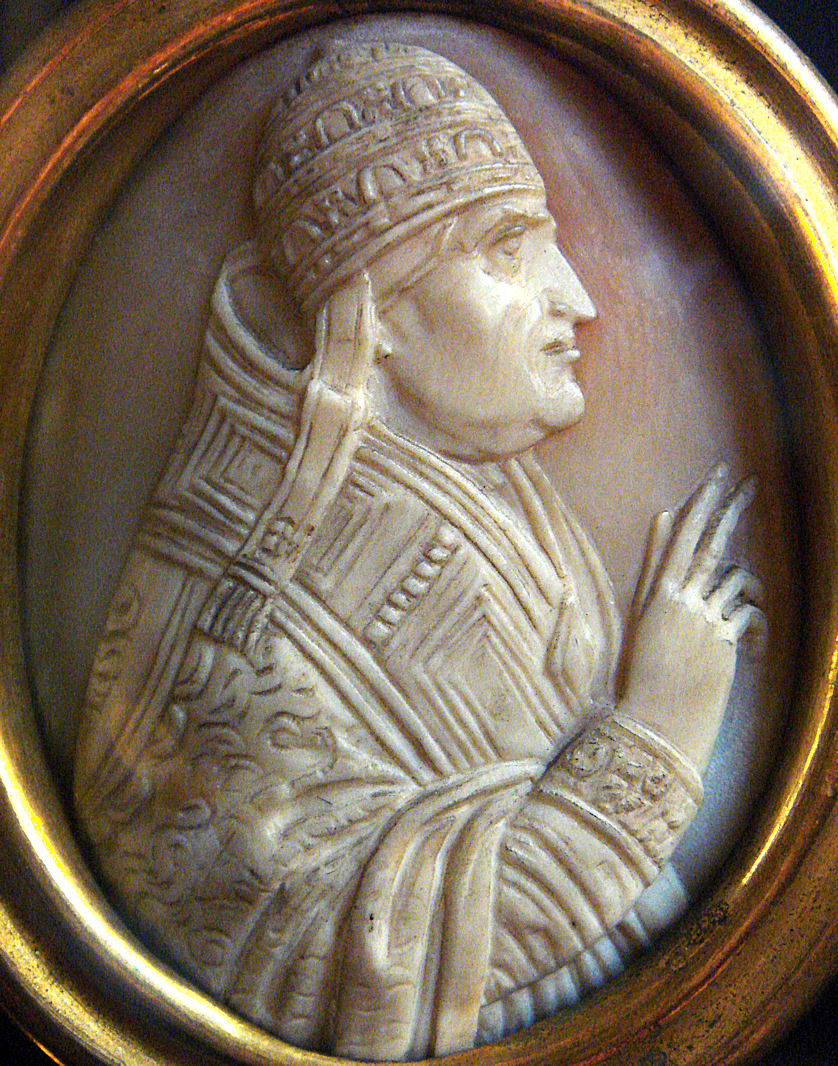
Cammeo raffigurante Giovanni XXII

Nel 1322, quasi a voler prostrare del tutto ogni velleità di resistenza dell'Ordine francescano, Giovanni XXII pose al Capitolo dell'Ordine una precisa domanda (già contenuta in nuce nella Quorundam exigit), cui si aspettava una altrettanto precisa risposta:
Una risposta in senso affermativo avrebbe definito eretico ritenere che Cristo e gli Apostoli non avessero mai posseduto alcunché né come singoli né come comunità. Giovanni XXII non chiedeva se Cristo o gli Apostoli fossero stati poveri: chiedeva se dalle Scritture si desumesse la totale, completa, clamorosa mancanza di ogni e qualunque proprietà da parte di Cristo e degli Apostoli. Affermazione erronea, perché più volte nel Vangelo si cita Giuda come colui che amministrava la "cassa comune" con cui si comprava il cibo e si amministravano le offerte e le elemosine: segno che qualcosa Cristo e gli Apostoli pur possedevano.
Ma la veemenza dello scontro era tale che i dotti francescani non avvertirono la sottigliezza del quesito: fu così che in quello stesso 1322 il Capitolo dell'Ordine riunito a Perugia, con a capo Michele da Cesena deciso a dare battaglia, rispose al Papa che Gesù e gli Apostoli erano poveri totalmente e senza remissione. La reazione del Papa fu immediata: nello stesso 1322 emise la decretale Ad conditorem canonum, con cui annullava quanto disposto nella Exiit qui seminat di Niccolò III del 1279, ovvero rendeva all'Ordine francescano la mera e totale proprietà dei beni dell'Ordine stesso, non più il solo usufrutto. L'anno dopo (1323) con la bolla Cum inter nonnullos il Pontefice da una parte dichiarava eretica la proposizione del Capitolo di Perugia; dall'altra impose a Michele da Cesena e ai suoi più stretti collaboratori di presentarsi alla Corte pontificia in Avignone per rendere conto direttamente a lui della loro posizione.

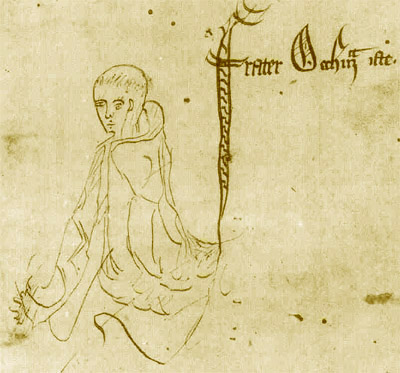
Schizzo raffigurante Guglielmo di Ockham. Tratto da un manoscritto della sua Summa Logicae

In seguito Giovanni XXII si orientò verso una politica più attendista verso i "dissidenti": fece sapere a Michele e ai suoi che li aspettava, ma senza fretta. Molti storici hanno interpretato questo gesto come dovuto alla persuasione del Papa, che il tempo avrebbe giocato a suo favore, lasciando sbollire gli animi e dando modo ai francescani di riflettere sulla Cum inter nonnullos, e sulle ulteriori punizioni che sarebbero loro toccate in caso di disobbedienza. Michele e i suoi cercarono nei successivi quattro anni di trovare alleati tra gli altri ordini e le alte gerarchie attraverso dibattiti, sentenze, riunioni e conciliaboli. Tale strategia però non sortì l'effetto sperato e quando i Superiori francescani (Michele da Cesena quale Generale dell'Ordine, Guglielmo di Ockham, Bonagrazia da Bergamo, Francesco da Ascoli ed Henry de Talheim) si presentarono ad Avignone nel 1328, capirono di essere in minoranza all'interno della Chiesa. Vuoi che non vedessero via d'uscita per la loro causa, vuoi che temessero la costrizione all'abiura o per l'incolumità fisica, la notte del 26 maggio fuggirono da Avignone per rifugiarsi presso l'imperatore Ludovico il Bavaro, che proprio allora era sceso in Italia con l'intenzione di occupare Roma e indebolire l'autorità papale.

### La vittoria del Papa

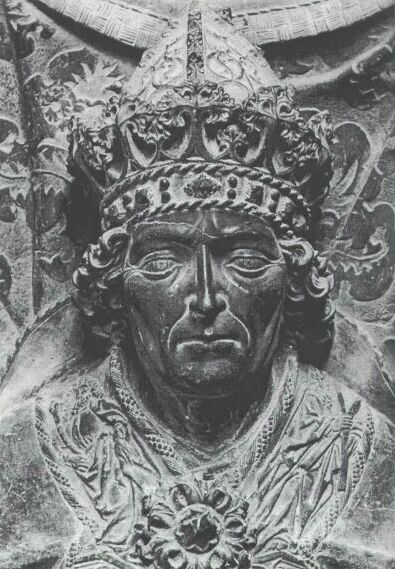
Ludovico il Bavaro

La fuga dei francescani, fortuita o voluta, divenne un formidabile strumento nelle mani del Papa: essa gli dava modo di denunciarne i principali esponenti come filo-imperiali e nemici del Papato. Ludovico il Bavaro seguiva con estremo interesse la disputa sulla povertà, cercando di sfruttarla a suo favore per nuocere alla Chiesa. Il 12 maggio 1328 a Roma egli aveva fatto eleggere un antipapa, Niccolò V, un francescano spirituale, dichiarando quindi decaduto Giovanni XXII in quanto eretico. Michele da Cesena e i suoi, raggiungendo a Roma l'imperatore e l'antipapa, fecero intendere all'intera Cristianità di condividere le tesi imperiali: il 28 maggio di quello stesso 1328 Papa Giovanni, con la Cum Michael de Caesena, depose Michele da Generale dell'Ordine francescano e il seguente 6 giugno, con la Dudum ad nostri, scomunicò lui ed i suoi sostenitori e li estromise dall'Ordine francescano. Era la fine del movimento spirituale: molti esponenti dell'Ordine si resero conto che Michele e i suoi erano andati oltre il lecito, avallando l'imperatore e addirittura sostenendo un antipapa e questo ai loro occhi andava contro la regola di obbedienza alla Chiesa che San Francesco aveva praticato e imposto ai suoi seguaci.
Nel 1329, il nuovo Capitolo francescano elesse quale nuovo Generale dell'Ordine Geraldo di Oddone, dichiarato oppositore degli Spirituali: i francescani rientravano così pienamente e definitivamente in seno alla Chiesa, mentre Michele da Cesena e Guglielmo da Ockham restavano in esilio. Le declinanti fortune di Ludovico il Bavaro, detestato per la sua condotta dagli stessi Ghibellini italiani per sostenere i quali era sceso in Italia, lo obbligarono al rientro in Germania, portandosi dietro gli ultimi Spirituali. Niccolò V, privo del suo protettore, non ebbe altra scelta che recarsi da Giovanni XXII per sottomettersi alla sua autorità, cosa che il Papa fu ben lieto di accettare. Dal loro esilio, Michele e i suoi continuarono ad appellarsi alla Chiesa e alla Curia per far valere le proprie ragioni, anche presso il successore di Giovanni, papa Benedetto XII (1335-1342): ma costui era diverso dal suo predecessore, essendo egli stesso un uomo rigoroso e austero. Proprio queste caratteristiche rendevano la posizione pontificia ancor più credibile e attraverso la pacificazione con Ludovico egli privò infine gli Spirituali dell'ultimo sostenitore. Con la morte di Michele da Cesena 1342, la disputa sulla povertà apostolica si poteva considerare conclusa.